# Тюринг, Иоахим

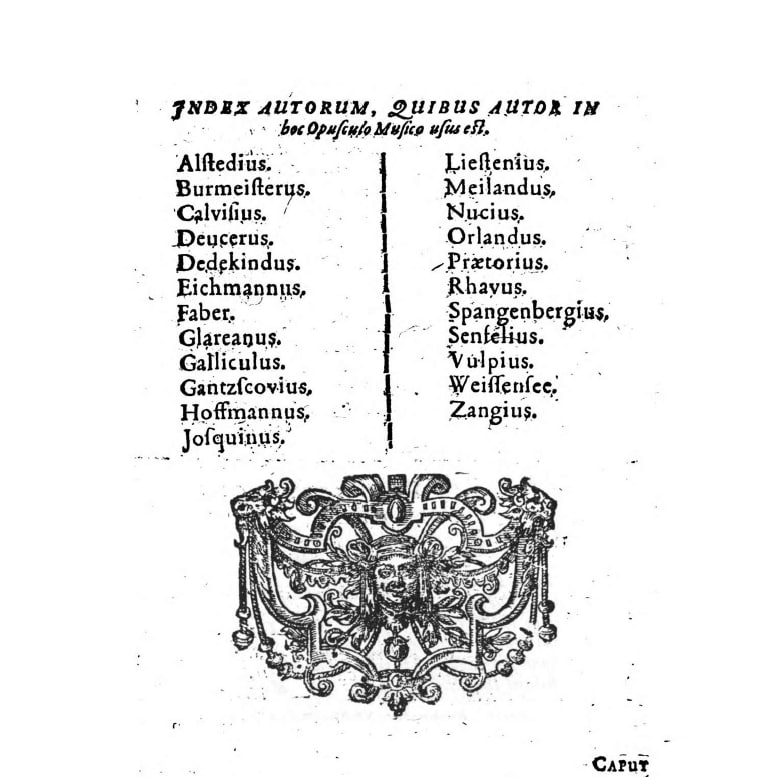
Иоахим Тюринг. Небольшой двухчастный труд о началах музыки (1624; указатель «авторитетов»)

Иоахи́м Тю́ринг (нем. Joachim Thürung, лат. Joachimus Thuringus (род. в конце XVI века в Фюрстенберге, дата смерти неизвестна) — немецкий теоретик музыки, автор трактата «Opusculum bipartitum de primordiis musicis», развивающего немецкую концепцию musica poetica.

## Научная деятельность
Детали биографии Тюринга неизвестны. В 1624 году в Берлине опубликовал «Небольшой двухчастный труд о началах музыки» («Opusculum bipartitum de primordiis musicis»). Ссылка в заголовке на «начала музыки» (primordia musica) позиционирует работу как пособие по элементарной теории музыки. Первая часть («De tonis sive modis») посвящена теории лада, вторая («De compondendi regulis») — основным правилам музыкальной композиции. 
Книга Тюринга в целом компилятивна (как и положено быть пособию по ЭТМ), причём автор прямо перечисляет музыкантов (композиторов и теоретиков музыки), сочинениями которых он пользовался. Большинство перечисленных теоретиков — немцы: Иоахим Бурмейстер, Зет Кальвизий, Шпангенберг (старший), Генрих Фабер, Иоганн Галликул, Генрих Глареан, Николай Листений, Иоганн Нуций и другие; упомянутые в перечне композиторы — Жоскен Депре, Людвиг Зенфль и Орландо Лассо. Целый ряд композиторов, упоминаемых Тюрингом по ходу повествования, в его «указатель авторитетов» не попал.
Судя по тексту, больше всего материала Тюринг заимствовал из работ Нуция («Musices poeticae praeceptiones», 1613) и Бурмейстера («Musica poetica», 1603). В части описываемой Тюрингом техники композиции ощущается опора на «Мелопею» Кальвизия (1592). В рамках описываемой концепции musica poetica Тюринг даёт и подробно толкует её дефиницию, а затем даёт дефиниции самым значимым музыкально-риторическим фигурам. Обе части трактата снабжены многими нотным примерами и схемами.